# Polly Scattergood
Polly Scattergood er en engelsk sangerinde og sangskriver.